# Evilard
Evilard (Duits: Leubringen) is een gemeente en plaats in het Zwitserse kanton Bern, en maakt deel uit van het district Biel/Bienne.
Evilard telt 2.500 inwoners.